# Barrow Hill (Derbyshire)
Barrow Hill – wieś w Anglii, w hrabstwie Derbyshire. Leży 5,6 km od miasta Chesterfield, 40 km od miasta Derby i 214,5 km od Londynu. W 2015 miejscowość liczyła 1022 mieszkańców.